# Łukasz Pryga
Łukasz Pryga (ur. 18 stycznia 1985), polski lekkoatleta - sprinter. Zawodnik klubów: Błękitni Osowa Sień i AZS-AWF Wrocław. 
Srebrny medalista mistrzostw Europy juniorów 2003 w sztafecie 4 x 400 m (3:08.62) i brązowy medalista halowych mistrzostw Europy 2007 w tej samej konkurencji (3:08.14). 
Rekord życiowy w biegu na 400 m - 46.97 (2005).